# Гі Форже
Гі Форже (фр. Guy Forget; нар. 4 січня 1965) — колишній французький тенісист.
Найвищу одиночну позицію світового рейтингу — 4 місце досяг 25 березня 1991, парну — 3 місце — 18 серпня 1986 року.
Здобув 11 одиночних та 28 парних титулів.
Найвищим досягненням на турнірах Великого шолома були фінали в парному розряді.
Завершив кар'єру 1997 року.

## Фінали турнірів Великого шолома

### Парний розряд (2 поразки)
| Результат | Рік  | Турнір                      | Покриття | Партнер     | Суперники                       | Рахунок                           |
| --------- | ---- | --------------------------- | -------- | ----------- | ------------------------------- | --------------------------------- |
| Поразка   | 1987 | Відкритий чемпіонат Франції | Ґрунт    | Яннік Ноа   | Андерс Яррід Роберт Сегусо      | 7–6(7–5), 7–6(7–2), 3–6, 4–6, 2–6 |
| Поразка   | 1996 | Відкритий чемпіонат Франції | Ґрунт    | Якоб Гласек | Євген Кафельников Даніель Вацек | 2–6, 3–6                          |

## ATP World Championships finals

### Парний розряд (1–1)
| Результат | Рік  | Місце              | Партнер     | Суперники                           | Рахунок                 |
| --------- | ---- | ------------------ | ----------- | ----------------------------------- | ----------------------- |
| Поразка   | 1986 | Нью-Йорк           | Яннік Ноа   | Стефан Едберг Андерс Яррід          | 3–6, 6–7(2–7), 3–6      |
| Перемога  | 1990 | Франкфурт-на-Майні | Якоб Гласек | Серхіо Касаль Еміліо Санчес Вікаріо | 6–4, 7–6(7–5), 5–7, 6–4 |

## Фінали за кар'єру

### Одиночний розряд (11–8)
| Легенда                  |
| Великий шлем (0–0)       |
| Tennis Masters Cup (0–0) |
| Серія Мастерс ATP (2–3)  |
| Серія турнірів ATP (1–0) |
| Grand Prix (8–5)         |

| Титули за покриттям |
| Тверде (8)          |
| Трава (0)           |
| Ґрунт (1)           |
| Килим (2)           |

| Результат | W/L  | Дата     | Турнір                          | Покриття   | Суперник              | Рахунок                       |
| --------- | ---- | -------- | ------------------------------- | ---------- | --------------------- | ----------------------------- |
| Перемога  | 1–0  | Жов 1986 | Тулуза, Франція                 | Тверде (i) | Ян Гуннарссон         | 4–6, 6–3, 6–2                 |
| Перемога  | 2–0  | Бер 1989 | Нансі, Франція                  | Тверде (i) | Міхіл Схаперс         | 6–3, 7–6(7–5)                 |
| Поразка   | 2–1  | Лис 1989 | Вемблі, Англія                  | Килим      | Майкл Чанг            | 2–6, 2–6, 1–6                 |
| Поразка   | 2–2  | Кві 1990 | Ніцца, Франція                  | Ґрунт      | Хуан Агілера          | 6–2, 3–6, 4–6                 |
| Перемога  | 3–2  | Вер 1990 | Бордо, Франція                  | Ґрунт      | Горан Іванишевич      | 6–4, 6–3                      |
| Перемога  | 4–2  | Січ 1991 | Sydney International, Австралія | Тверде     | Міхаель Штіх          | 6–3, 6–4                      |
| Перемога  | 5–2  | Лют 1991 | Брюссель, Бельгія               | Килим      | Андрій Черкасов       | 6–3, 7–5, 3–6, 7–6(7–4)       |
| Поразка   | 5–3  | Бер 1991 | Індіан-Веллс, США               | Тверде     | Джим Кур'є            | 6–4, 3–6, 6–4, 3–6, 6–7(4–7)  |
| Перемога  | 6–3  | Сер 1991 | Мастерс Цинциннаті, США         | Тверде     | Піт Сампрас           | 2–6, 7–6(7–4), 6–4            |
| Перемога  | 7–3  | Вер 1991 | Бордо, Франція                  | Тверде     | Олів'є Делетр         | 6–1, 6–3                      |
| Перемога  | 8–3  | Жов 1991 | Тулуза, Франція                 | Тверде (i) | Амос Мансдорф         | 6–2, 7–6(7–4)                 |
| Перемога  | 9–3  | Лис 1991 | Париж, Франція                  | Килим      | Піт Сампрас           | 7–6(11–9), 4–6, 5–7, 6–4, 6–4 |
| Поразка   | 9–4  | Січ 1992 | Sydney International, Австралія | Тверде     | Еміліо Санчес Вікаріо | 3–6, 4–6                      |
| Перемога  | 10–4 | Жов 1992 | Тулуза, Франція                 | Тверде (i) | Петр Корда            | 6–3, 6–2                      |
| Поразка   | 10–5 | Лис 1992 | Стокгольм, Швеція               | Килим      | Горан Іванишевич      | 6–7(2–7), 6–4, 6–7(5–7), 2–6  |
| Поразка   | 10–6 | Лис 1992 | Париж, Франція                  | Килим      | Борис Бекер           | 6–7(3–7), 3–6, 6–3, 3–6       |
| Поразка   | 10–7 | Лип 1994 | Гштад, Швейцарія                | Ґрунт      | Серхі Бругера         | 6–3, 5–7, 2–6, 1–6            |
| Поразка   | 10–8 | Чер 1995 | Лондон/Queen's Club, Англія     | Трава      | Піт Сампрас           | 6–7(3–7), 6–7(6–8)            |
| Перемога  | 11–8 | Лют 1996 | Марсель, Франція                | Тверде (i) | Седрік Пйолін         | 7–5, 6–4                      |

### Парний розряд

#### Титули (28)
| Результат | W/L | Дата | Турнір                      | Покриття   | Партнер       | Суперники                           | Рахунок            |
| --------- | --- | ---- | --------------------------- | ---------- | ------------- | ----------------------------------- | ------------------ |
| Перемога  | 1.  | 1985 | Стокгольм, Швеція           | Тверде (i) | Андрес Гомес  | Майк Де Палмер Гері Доннеллі        | 6–3, 6–4           |
| Перемога  | 2.  | 1985 | Вемблі, Англія              | Килим      | Андерс Яррід  | Борис Бекер Слободан Живоїнович     | 7–5, 4–6, 7–5      |
| Перемога  | 3.  | 1986 | Indian Wells Open, США      | Тверде     | Пітер Флемінг | Яннік Ноа Шервуд Стюарт             | 6–4, 6–3           |
| Перемога  | 4.  | 1986 | Мец, Франція                | Килим      | Войцех Фібак  | Франсіско Гонсалес Міхіл Схаперс    | 2–6, 6–2, 6–4      |
| Перемога  | 5.  | 1986 | Монте-Карло, Монако         | Ґрунт      | Яннік Ноа     | Йоакім Нюстром Матс Віландер        | 6–4, 3–6, 6–4      |
| Перемога  | 6.  | 1986 | Рим, Італія                 | Ґрунт      | Яннік Ноа     | Марк Едмондсон Шервуд Стюарт        | 7–6, 6–2           |
| Перемога  | 7.  | 1986 | Лондон/Queen's Club, Англія | Трава      | Кевін Каррен  | Даррен Кейгілл Марк Кратцманн       | 6–2, 7–6           |
| Перемога  | 8.  | 1986 | Базель, Швейцарія           | Тверде (i) | Яннік Ноа     | Ян Гуннарссон Томаш Шмід            | 7–6, 6–4           |
| Перемога  | 9.  | 1987 | Ліон, Франція               | Килим      | Яннік Ноа     | Келлі Джонс Девід Пейт              | 4–6, 6–3, 6–4      |
| Перемога  | 10. | 1987 | Індіан-Веллс, США           | Тверде     | Яннік Ноа     | Борис Бекер Ерік Єлен               | 6–4, 7–6           |
| Перемога  | 11. | 1987 | Форест-Гіллс, США           | Ґрунт      | Яннік Ноа     | Гері Доннеллі Пітер Флемінг         | 4–6, 6–4, 6–1      |
| Перемога  | 12. | 1987 | Рим, Італія                 | Ґрунт      | Яннік Ноа     | Мілослав Мечирж Томаш Шмід          | 6–2, 6–7, 6–3      |
| Перемога  | 13. | 1987 | Лондон/Queen's Club, Англія | Трава      | Яннік Ноа     | Рік Ліч Тім Павсат                  | 6–4, 6–4           |
| Перемога  | 14. | 1988 | Індіан-Веллс, США           | Тверде     | Борис Бекер   | Хорхе Лосано Тодд Вітскен           | 6–4, 6–4           |
| Перемога  | 15. | 1988 | Орландо, США                | Тверде     | Яннік Ноа     | Шервуд Стюарт Кім Ворвік            | 6–4, 6–4           |
| Перемога  | 16. | 1988 | Ніцца, Франція              | Ґрунт      | Анрі Леконт   | Гайнц Ґюнтгардт Дієго Наргісо       | 4–6, 6–3, 6–4      |
| Перемога  | 17. | 1990 | Штуттґард, Німеччина        | Килим      | Якоб Гласек   | Мікаель Мортенсен Том Найссен       | 6–3, 6–2           |
| Перемога  | 18. | 1990 | Індіан-Веллс, США           | Тверде     | Борис Беккер  | Джим Грабб Патрік Макінрой          | 4–6, 6–4, 6–3      |
| Перемога  | 19. | 1990 | Connecticut Open, США       | Тверде     | Якоб Гласек   | Удо Ріглевскі Міхаель Штіх          | 2–6, 6–3, 6–4      |
| Перемога  | 20. | 1990 | Токіо Indoor, Японія        | Килим      | Якоб Гласек   | Скотт Девіс Девід Пейт              | 7–6, 7–5           |
| Перемога  | 21. | 1990 | Стокгольм, Швеція           | Килим      | Якоб Гласек   | Джон Фіцджеральд Андерс Яррід       | 6–4, 6–2           |
| Перемога  | 22. | 1990 | Фінал ATP, Австралія        | Тверде     | Якоб Гласек   | Еміліо Санчес Вікаріо Серхіо Касаль | 6–4, 7–6, 5–7, 6–4 |
| Перемога  | 23. | 1991 | Бордо, Франція              | Тверде     | Арно Боеч     | Патрік Кюнен Александр Мронц        | 6–2, 6–2           |
| Перемога  | 24. | 1993 | Індіан-Веллс, США           | Тверде     | Анрі Леконт   | Люк Єнсен Скотт Мелвілл             | 6–4, 7–5           |
| Перемога  | 25. | 1994 | Галле, Німеччина            | Трава      | Олів'є Делетр | Анрі Леконт Гері Мюллер             | 6–4, 6–7, 6–4      |
| Перемога  | 26. | 1994 | Connecticut Open, США       | Тверде     | Олів'є Делетр | Ендрю Флорент Марк Петчі            | 6–4, 7–6           |
| Перемога  | 27. | 1994 | Бордо, Франція              | Тверде     | Олів'є Делетр | Дієго Наргісо Гійом Рау             | 6–2, 2–6, 7–5      |
| Перемога  | 28. | 1995 | Мілан, Італія               | Килим      | Борис Беккер  | Петр Корда Карел Новачек            | 6–2, 6–4           |

#### Поразка (17)
| Результат | W/L | Дата | Турнір                             | Покриття   | Партнер        | Суперники                           | Рахунок                 |
| --------- | --- | ---- | ---------------------------------- | ---------- | -------------- | ----------------------------------- | ----------------------- |
| Поразка   | 1.  | 1984 | Бордо, Франція                     | Ґрунт      | Луї Курто      | Павел Сложил Блейн Вілленборг       | 1–6, 4–6                |
| Поразка   | 2.  | 1985 | Ніцца, Франція                     | Ґрунт      | Луї Курто      | Клаудіо Панатта Павел Сложил        | 6–3, 3–6, 6–8           |
| Поразка   | 3.  | 1986 | Мемфіс, США                        | Килим      | Андерс Яррід   | Кен Флек Роберт Сегусо              | 4–6, 6–4, 6–7           |
| Поразка   | 4.  | 1986 | Ітапарика, Бразилія                | Тверде     | Луа Курто      | Чіп Гупер Майк Ліч                  | 5–7, 3–6                |
| Поразка   | 5.  | 1986 | Фінал ATP, Лондон                  | Килим      | Яннік Ноа      | Стефан Едберг Андерс Яррід          | 3–6, 6–7, 3–6           |
| Поразка   | 6.  | 1987 | Відкритий чемпіонат Франції, Париж | Ґрунт      | Яннік Ноа      | Андерс Яррід Роберт Сегусо          | 7–6, 7–6, 3–6, 4–6, 2–6 |
| Поразка   | 7.  | 1987 | Гштад, Швейцарія                   | Ґрунт      | Луа Курто      | Ян Гуннарссон Томаш Шмід            | 6–7, 2–6                |
| Поразка   | 8.  | 1988 | Тулуза, Франція                    | Тверде (i) | Мансур Бахрамі | Том Найссен Ріккі Остертун          | 3–6, 4–6                |
| Поразка   | 9.  | 1991 | Індіан-Веллс, США                  | Тверде     | Анрі Леконт    | Джим Кур'є Хав'єр Санчес            | 6–7, 6–3, 3–6           |
| Поразка   | 10. | 1991 | Гштад, Швейцарія                   | Ґрунт      | Якоб Гласек    | Гері Мюллер Дані Віссер             | 6–7, 4–6                |
| Поразка   | 11. | 1992 | Брюссель, Бельгія                  | Килим      | Якоб Гласек    | Борис Бекер Джон Макінрой           | 3–6, 2–6                |
| Поразка   | 12. | 1992 | Бордо, Франція                     | Ґрунт      | Арно Боеч      | Серхіо Касаль Еміліо Санчес Вікаріо | 1–6, 4–6                |
| Поразка   | 13. | 1992 | Тулуза, Франція                    | Тверде (i) | Анрі Леконт    | Бред Пірс Байрон Талбот             | 1–6, 6–3, 3–6           |
| Поразка   | 14. | 1995 | Острава, Чехія                     | Килим      | Патрік Рафтер  | Йонас Бйоркман Хав'єр Франа         | 7–6, 4–6, 6–7           |
| Поразка   | 15. | 1996 | Мілан, Італія                      | Килим      | Якоб Гласек    | Андреа Гауденці Горан Іванишевич    | 4–6, 5–7                |
| Поразка   | 16. | 1996 | Гамбург, Німеччина                 | Ґрунт      | Якоб Гласек    | Марк Ноулз (тенісист) Деніел Нестор | 2–6, 4–6                |
| Поразка   | 17. | 1996 | Відкритий чемпіонат Франції, Париж | Ґрунт      | Якоб Гласек    | Євген Кафельников Даніель Вацек     | 2–6, 3–6                |

## Досягнення

### Одиночний розряд
| W | Ф | ПФ | ЧФ | #Р | КТ | К# | DNQ | A | NH |

| Турнір                                 | 1982                                          | 1983                                          | 1984                                          | 1985                                          | 1986                                          | 1987                                          | 1988                                          | 1989                                          | 1990  | 1991  | 1992  | 1993  | 1994  | 1995  | 1996  | 1997  | Career SR | Виграшів-поразок за кар'єру |
| -------------------------------------- | --------------------------------------------- | --------------------------------------------- | --------------------------------------------- | --------------------------------------------- | --------------------------------------------- | --------------------------------------------- | --------------------------------------------- | --------------------------------------------- | ----- | ----- | ----- | ----- | ----- | ----- | ----- | ----- | --------- | --------------------------- |
| Турніри Великого шолома                |                                               |                                               |                                               |                                               |                                               |                                               |                                               |                                               |       |       |       |       |       |       |       |       |           |                             |
| Відкритий чемпіонат Австралії з тенісу | 3р                                            |                                               | 4р                                            | 1р                                            | NH                                            |                                               | 2р                                            | 1р                                            | 2р    | ЧФ    | 2р    | ЧФ    |       | 2р    | 1р    | 1р    | 0 / 12    | 16–12                       |
| Відкритий чемпіонат Франції з тенісу   | 3р                                            | 1р                                            | 1р                                            | 1р                                            | 4р                                            | 1р                                            | 3р                                            |                                               | 3р    | 4р    | 2р    |       |       | 2р    | 3р    |       | 0 / 12    | 16–12                       |
| Вімблдонський турнір                   |                                               | 1р                                            | 3р                                            | 1р                                            | 1р                                            | 4р                                            | 1р                                            |                                               | 4р    | ЧФ    | ЧФ    |       | ЧФ    | 2р    | 1р    |       | 0 / 12    | 21–12                       |
| Відкритий чемпіонат США з тенісу       |                                               | 1р                                            | 1р                                            | 2р                                            | 2р                                            | 3р                                            | 2р                                            |                                               | 1р    | 2р    | 4р    |       | 2р    | 1р    | 4р    |       | 0 / 12    | 13–12                       |
| Великий Шлем SR                        | 0 / 2                                         | 0 / 3                                         | 0 / 4                                         | 0 / 4                                         | 0 / 3                                         | 0 / 3                                         | 0 / 4                                         | 0 / 1                                         | 0 / 4 | 0 / 4 | 0 / 4 | 0 / 1 | 0 / 2 | 0 / 4 | 0 / 4 | 0 / 1 | 0 / 48    | N/A                         |
| Annual win–loss                        | 3–2                                           | 0–3                                           | 5–4                                           | 1–4                                           | 4–3                                           | 5–3                                           | 4–4                                           | 0–1                                           | 6–4   | 12–4  | 9–4   | 4–1   | 5–2   | 3–4   | 5–4   | 0–1   | N/A       | 66–48                       |
| Серія Мастерс ATP                      |                                               |                                               |                                               |                                               |                                               |                                               |                                               |                                               |       |       |       |       |       |       |       |       |           |                             |
| Індіан-Веллс                           | До 1990 року це не були турніри серії Мастерс | До 1990 року це не були турніри серії Мастерс | До 1990 року це не були турніри серії Мастерс | До 1990 року це не були турніри серії Мастерс | До 1990 року це не були турніри серії Мастерс | До 1990 року це не були турніри серії Мастерс | До 1990 року це не були турніри серії Мастерс | До 1990 року це не були турніри серії Мастерс | 2р    | Ф     | 2р    | 1р    |       | 2р    | 1р    | 1р    | 0 / 7     | 6–7                         |
| Відкритий чемпіонат Маямі з тенісу     | До 1990 року це не були турніри серії Мастерс | До 1990 року це не були турніри серії Мастерс | До 1990 року це не були турніри серії Мастерс | До 1990 року це не були турніри серії Мастерс | До 1990 року це не були турніри серії Мастерс | До 1990 року це не були турніри серії Мастерс | До 1990 року це не були турніри серії Мастерс | До 1990 року це не були турніри серії Мастерс | 3р    | 4р    |       | 4р    |       | 2р    | 2р    | 1р    | 0 / 6     | 6–6                         |
| Монте-Карло                            | До 1990 року це не були турніри серії Мастерс | До 1990 року це не були турніри серії Мастерс | До 1990 року це не були турніри серії Мастерс | До 1990 року це не були турніри серії Мастерс | До 1990 року це не були турніри серії Мастерс | До 1990 року це не були турніри серії Мастерс | До 1990 року це не були турніри серії Мастерс | До 1990 року це не були турніри серії Мастерс | 3р    | 3р    | 3р    | 2р    | 1р    | 1р    |       |       | 0 / 6     | 5–6                         |
| Рим                                    | До 1990 року це не були турніри серії Мастерс | До 1990 року це не були турніри серії Мастерс | До 1990 року це не були турніри серії Мастерс | До 1990 року це не були турніри серії Мастерс | До 1990 року це не були турніри серії Мастерс | До 1990 року це не були турніри серії Мастерс | До 1990 року це не були турніри серії Мастерс | До 1990 року це не були турніри серії Мастерс | ЧФ    |       | 1р    |       |       |       | 1р    |       | 0 / 3     | 3–3                         |
| Гамбург                                | До 1990 року це не були турніри серії Мастерс | До 1990 року це не були турніри серії Мастерс | До 1990 року це не були турніри серії Мастерс | До 1990 року це не були турніри серії Мастерс | До 1990 року це не були турніри серії Мастерс | До 1990 року це не були турніри серії Мастерс | До 1990 року це не були турніри серії Мастерс | До 1990 року це не були турніри серії Мастерс | ПФ    |       |       | 1р    |       |       | 1р    |       | 0 / 3     | 4–3                         |
| Мастерс Канада                         | До 1990 року це не були турніри серії Мастерс | До 1990 року це не були турніри серії Мастерс | До 1990 року це не були турніри серії Мастерс | До 1990 року це не були турніри серії Мастерс | До 1990 року це не були турніри серії Мастерс | До 1990 року це не були турніри серії Мастерс | До 1990 року це не були турніри серії Мастерс | До 1990 року це не були турніри серії Мастерс |       |       |       |       |       |       | 1р    |       | 0 / 1     | 0–1                         |
| Мастерс Цинциннаті                     | До 1990 року це не були турніри серії Мастерс | До 1990 року це не були турніри серії Мастерс | До 1990 року це не були турніри серії Мастерс | До 1990 року це не були турніри серії Мастерс | До 1990 року це не були турніри серії Мастерс | До 1990 року це не були турніри серії Мастерс | До 1990 року це не були турніри серії Мастерс | До 1990 року це не були турніри серії Мастерс | 3р    | П     | 2р    |       |       | 1р    |       |       | 1 / 4     | 7–3                         |
| Штутгарт (Стокгольм)                   | До 1990 року це не були турніри серії Мастерс | До 1990 року це не були турніри серії Мастерс | До 1990 року це не були турніри серії Мастерс | До 1990 року це не були турніри серії Мастерс | До 1990 року це не були турніри серії Мастерс | До 1990 року це не були турніри серії Мастерс | До 1990 року це не були турніри серії Мастерс | До 1990 року це не були турніри серії Мастерс | 3р    | 3р    | Ф     |       | 2р    | 1р    |       |       | 0 / 5     | 7–5                         |
| Париж                                  | До 1990 року це не були турніри серії Мастерс | До 1990 року це не були турніри серії Мастерс | До 1990 року це не були турніри серії Мастерс | До 1990 року це не були турніри серії Мастерс | До 1990 року це не були турніри серії Мастерс | До 1990 року це не були турніри серії Мастерс | До 1990 року це не були турніри серії Мастерс | До 1990 року це не були турніри серії Мастерс | 3р    | П     | Ф     |       | 3р    | 3р    | 1р    |       | 1 / 6     | 14–5                        |
| Серія Мастерс SR                       | N/A                                           | N/A                                           | N/A                                           | N/A                                           | N/A                                           | N/A                                           | N/A                                           | N/A                                           | 16–8  | 18–4  | 9–6   | 3–4   | 3–3   | 3–6   | 0–6   | 0–2   | N/A       | 52–39                       |
| Серія Мастерс SR                       | N/A                                           | N/A                                           | N/A                                           | N/A                                           | N/A                                           | N/A                                           | N/A                                           | N/A                                           | 0 / 8 | 2 / 6 | 0 / 6 | 0 / 4 | 0 / 3 | 0 / 6 | 0 / 6 | 0 / 2 | 2 / 41    | N/A                         |
| Рейтинг на кінець року                 | 70                                            | 188                                           | 36                                            | 61                                            | 25                                            | 54                                            | 48                                            | 36                                            | 16    | 7     | 11    | 158   | 40    | 71    | 51    | 1121  | N/A       | N/A                         |

### Парний розряд
| Турнір                                 | 1982                                          | 1983                                          | 1984                                          | 1985                                          | 1986                                          | 1987                                          | 1988                                          | 1989                                          | 1990  | 1991  | 1992  | 1993  | 1994  | 1995  | 1996  | 1997  | 1998  | 1999  | 2000  | Career SR | Виграшів-поразок за кар'єру |
| -------------------------------------- | --------------------------------------------- | --------------------------------------------- | --------------------------------------------- | --------------------------------------------- | --------------------------------------------- | --------------------------------------------- | --------------------------------------------- | --------------------------------------------- | ----- | ----- | ----- | ----- | ----- | ----- | ----- | ----- | ----- | ----- | ----- | --------- | --------------------------- |
| Турніри Великого шолома                |                                               |                                               |                                               |                                               |                                               |                                               |                                               |                                               |       |       |       |       |       |       |       |       |       |       |       |           |                             |
| Відкритий чемпіонат Австралії з тенісу |                                               |                                               | 1р                                            | 2р                                            | NH                                            |                                               | 3р                                            | 2р                                            | 2р    | 1р    |       |       |       |       | ПФ    | 1р    |       |       |       | 0 / 7     | 8–6                         |
| Відкритий чемпіонат Франції з тенісу   | 1р                                            |                                               | 3р                                            | 2р                                            | 3р                                            | Ф                                             | 1р                                            |                                               | 1р    | 3р    | 2р    |       | 2р    | 3р    | Ф     |       | 1р    | 2р    | 2р    | 0 / 15    | 23–15                       |
| Вімблдонський турнір                   |                                               |                                               |                                               |                                               | 3р                                            | ЧФ                                            | ЧФ                                            |                                               | 3р    |       | ПФ    |       |       | ЧФ    | ЧФ    |       |       |       |       | 0 / 8     | 20–8                        |
| Відкритий чемпіонат США з тенісу       |                                               |                                               | 1р                                            | 2р                                            | ЧФ                                            | 1р                                            | 3р                                            |                                               | ЧФ    |       |       |       | 2р    |       | ПФ    |       |       |       |       | 0 / 8     | 13–8                        |
| Великий Шлем SR                        | 0 / 1                                         | 0 / 0                                         | 0 / 3                                         | 0 / 3                                         | 0 / 3                                         | 0 / 3                                         | 0 / 4                                         | 0 / 1                                         | 0 / 4 | 0 / 2 | 0 / 2 | 0 / 0 | 0 / 2 | 0 / 2 | 0 / 4 | 0 / 1 | 0 / 1 | 0 / 1 | 0 / 1 | 0 / 38    | N/A                         |
| Annual win–loss                        | 0–1                                           | 0–0                                           | 2–3                                           | 2–3                                           | 7–3                                           | 8–3                                           | 6–4                                           | 1–1                                           | 6–3   | 2–2   | 5–2   | 0–0   | 2–2   | 5–2   | 16–4  | 0–1   | 0–1   | 1–1   | 1–1   | N/A       | 64–37                       |
| Серія Мастерс ATP                      |                                               |                                               |                                               |                                               |                                               |                                               |                                               |                                               |       |       |       |       |       |       |       |       |       |       |       |           |                             |
| Індіан-Веллс                           | До 1990 року це не були турніри серії Мастерс | До 1990 року це не були турніри серії Мастерс | До 1990 року це не були турніри серії Мастерс | До 1990 року це не були турніри серії Мастерс | До 1990 року це не були турніри серії Мастерс | До 1990 року це не були турніри серії Мастерс | До 1990 року це не були турніри серії Мастерс | До 1990 року це не були турніри серії Мастерс | П     | Ф     | 2р    | П     |       | ЧФ    | 2р    | 1р    |       |       |       | 2 / 7     | 18–5                        |
| Відкритий чемпіонат Маямі з тенісу     | До 1990 року це не були турніри серії Мастерс | До 1990 року це не були турніри серії Мастерс | До 1990 року це не були турніри серії Мастерс | До 1990 року це не були турніри серії Мастерс | До 1990 року це не були турніри серії Мастерс | До 1990 року це не були турніри серії Мастерс | До 1990 року це не були турніри серії Мастерс | До 1990 року це не були турніри серії Мастерс | ПФ    | 2р    |       |       |       |       | 2р    |       |       |       |       | 0 / 3     | 3–3                         |
| Монте-Карло                            | До 1990 року це не були турніри серії Мастерс | До 1990 року це не були турніри серії Мастерс | До 1990 року це не були турніри серії Мастерс | До 1990 року це не були турніри серії Мастерс | До 1990 року це не були турніри серії Мастерс | До 1990 року це не були турніри серії Мастерс | До 1990 року це не були турніри серії Мастерс | До 1990 року це не були турніри серії Мастерс | ЧФ    |       | ЧФ    | 1р    | 1р    | ПФ    |       |       |       |       |       | 0 / 5     | 6–5                         |
| Рим                                    | До 1990 року це не були турніри серії Мастерс | До 1990 року це не були турніри серії Мастерс | До 1990 року це не були турніри серії Мастерс | До 1990 року це не були турніри серії Мастерс | До 1990 року це не були турніри серії Мастерс | До 1990 року це не були турніри серії Мастерс | До 1990 року це не були турніри серії Мастерс | До 1990 року це не були турніри серії Мастерс | 1р    |       | 2р    |       |       |       | 1р    |       |       |       |       | 0 / 3     | 1–3                         |
| Гамбург                                | До 1990 року це не були турніри серії Мастерс | До 1990 року це не були турніри серії Мастерс | До 1990 року це не були турніри серії Мастерс | До 1990 року це не були турніри серії Мастерс | До 1990 року це не були турніри серії Мастерс | До 1990 року це не були турніри серії Мастерс | До 1990 року це не були турніри серії Мастерс | До 1990 року це не були турніри серії Мастерс | ЧФ    |       |       |       |       |       | Ф     |       |       |       |       | 0 / 2     | 4–2                         |
| Мастерс Канада                         | До 1990 року це не були турніри серії Мастерс | До 1990 року це не були турніри серії Мастерс | До 1990 року це не були турніри серії Мастерс | До 1990 року це не були турніри серії Мастерс | До 1990 року це не були турніри серії Мастерс | До 1990 року це не були турніри серії Мастерс | До 1990 року це не були турніри серії Мастерс | До 1990 року це не були турніри серії Мастерс |       |       |       |       |       |       | 1р    |       |       |       |       | 0 / 1     | 0–1                         |
| Мастерс Цинциннаті                     | До 1990 року це не були турніри серії Мастерс | До 1990 року це не були турніри серії Мастерс | До 1990 року це не були турніри серії Мастерс | До 1990 року це не були турніри серії Мастерс | До 1990 року це не були турніри серії Мастерс | До 1990 року це не були турніри серії Мастерс | До 1990 року це не були турніри серії Мастерс | До 1990 року це не були турніри серії Мастерс | ПФ    | 1р    | ПФ    |       |       | 1р    |       |       |       |       |       | 0 / 4     | 6–4                         |
| Штутгарт (Стокгольм)                   | До 1990 року це не були турніри серії Мастерс | До 1990 року це не були турніри серії Мастерс | До 1990 року це не були турніри серії Мастерс | До 1990 року це не були турніри серії Мастерс | До 1990 року це не були турніри серії Мастерс | До 1990 року це не були турніри серії Мастерс | До 1990 року це не були турніри серії Мастерс | До 1990 року це не були турніри серії Мастерс | П     |       |       |       |       | 2р    | 2р    |       |       |       |       | 1 / 3     | 5–2                         |
| Париж                                  | До 1990 року це не були турніри серії Мастерс | До 1990 року це не були турніри серії Мастерс | До 1990 року це не були турніри серії Мастерс | До 1990 року це не були турніри серії Мастерс | До 1990 року це не були турніри серії Мастерс | До 1990 року це не були турніри серії Мастерс | До 1990 року це не були турніри серії Мастерс | До 1990 року це не були турніри серії Мастерс | ЧФ    | 1р    |       |       |       | 2р    | 2р    |       |       |       |       | 0 / 4     | 2–3                         |
| Серія Мастерс SR                       | N/A                                           | N/A                                           | N/A                                           | N/A                                           | N/A                                           | N/A                                           | N/A                                           | N/A                                           | 2 / 8 | 0 / 4 | 0 / 4 | 1 / 2 | 0 / 1 | 0 / 5 | 0 / 7 | 0 / 1 | 0 / 0 | 0 / 0 | 0 / 0 | 3 / 32    | N/A                         |
| Annual win–loss                        | N/A                                           | N/A                                           | N/A                                           | N/A                                           | N/A                                           | N/A                                           | N/A                                           | N/A                                           | 18–6  | 4–4   | 7–4   | 5–1   | 0–1   | 7–4   | 4–7   | 0–1   | 0–0   | 0–0   | 0–0   | N/A       | 45–28                       |
| Рейтинг на кінець року                 | 717                                           | 166                                           | 217                                           | 23                                            | 8                                             | 6                                             | 15                                            | 152                                           | 4     | 84    | 29    | 114   | 96    | 32    | 14    | 565   | 1384  | 652   | 463   | N/A       | N/A                         |